# عقد 470 هـ
عقد 470 هـ هو الفترة بين عام 470 إلى 479 في التقويم الهجري، أي العشر سنوات الثامنة من القرن الخامس الهجري.